# Perslucht

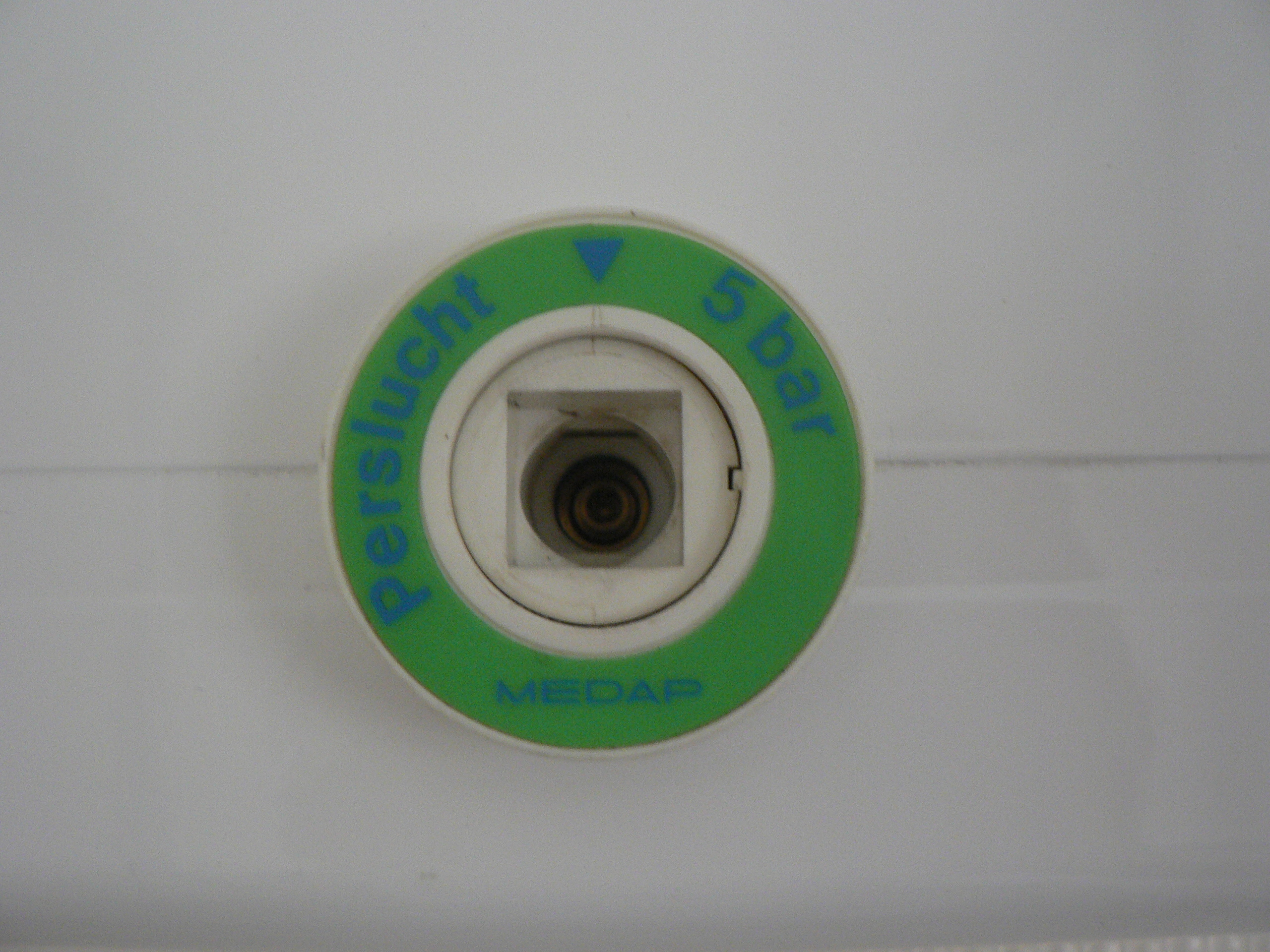
Perslucht wordt in ziekenhuizen gebruikt in combinatie met borrelflessen om aerosolen toe te dienen.

Pneumatisch circuit.

Perslucht is samengeperste lucht die onder andere gebruikt wordt om motoren, machines en gereedschappen aan te drijven, onderdelen schoon te blazen, banden op te pompen, of als ademlucht voor de brandweer en in de duiksport door duikers. Ook is het mogelijk met persluchtventielen eenvoudige logische schakelingen te maken.
Perslucht wordt verkregen met een compressor. Afhankelijk van het type compressor kunnen er oliedeeltjes in de perslucht komen. Voor normale toepassingen worden deze oliedeeltjes er op een simpele manier uitgevangen. Indien de perslucht voor beademing of voor medische doeleinden wordt gebruikt, dient de compressor volkomen olievrij te zijn en wordt de lucht extra gezuiverd.
Perslucht is duur, omdat de energiekosten voor het aanmaken van perslucht hoog zijn. Het energieverbruik van de compressor is verantwoordelijk voor ongeveer 70 % van de totale kosten van perslucht. Het investeringsbedrag en de onderhoudskosten zorgen samen voor de rest van de kosten.

## Energiekosten
De productie van 1 m³ perslucht bij atmosferische druk kost aan elektriciteit:
Vermogen van de compressor (in kW) × tijd (in uren) om 1 m³ te produceren × prijs van elektriciteit (in euro/kWh)
Persluchtdebieten worden uitgedrukt bij atmosferische druk, in normaal kubieke meter per seconde (Nm³/s). 
Druk wordt meestal uitgedrukt in overdruk. Dit betekent dat de manometer bijvoorbeeld 9 bar aangeeft als de druk in het persluchtvat 10 keer hoger is dan de atmosferische druk, dit is 1 bar atmosferische druk + 9 bar overdruk.
Een compressor die 1 m³ perslucht per minuut produceert, doet er dus 10 minuten over om een persluchtvat van 1 m³ volledig te vullen met een druk van 11 bar.
Lees meer over het jaarlijks energieverbruik van een compressor onder compressoren.